# Flagge von Chicago

Flagge von Chicago

Die Flagge von Chicago besteht aus zwei hellblauen horizontalen Streifen auf einem weißen Feld. Jeder Streifen belegt genau ein Sechstel der gesamten Höhe der Flagge und ist jeweils knapp ein Sechstel vom oberen bzw. unteren Rand entfernt platziert. Zwischen den beiden blauen Streifen sind vier rote sechsstrahlige Sterne in einer horizontalen Reihe angeordnet.
In einer Internet-Abstimmung der North American Vexillological Association (Nordamerikanische Vereinigung für Flaggenkunde) im Jahr 2004 wurde die Flagge Chicagos zur zweitbesten aller US-Städteflaggen nach der Flagge von Washington D. C. gewählt. Die Abstimmenden präferierten einfache, aber unverwechselbar gestaltete Flaggen gegenüber zu komplex gestalteten Flaggen beispielsweise mit Schriftzügen oder dem Stadtsiegel. 

## Symbolik

### Streifen
Die weißen Streifen der Flagge repräsentieren von oben nach unten die Nord-, West- und Südseite der Stadt. Der obere blaue Streifen repräsentiert den Lake Michigan und den nördlichen Arm des Chicago River. Der untere blaue Streifen repräsentiert den südlichen Arm des Chicago River und den Great Canal.

### Sterne
Die vier roten sechsstrahligen Sterne im zentralen weißen Streifen, von links nach rechts (obwohl dies nicht die Reihenfolge ist, in der sie der Flagge hinzugefügt wurden):
- Der erste Stern repräsentiert Fort Dearborn. Er wurde der Flagge als letzter Stern 1939 hinzugefügt und den anderen vorangestellt. Seine sechs Strahlen symbolisieren Transport, Arbeit, Handel, Geldwesen, dichte Besiedlung und Heilsamkeit.

- Der zweite Stern steht für den Großen Brand von Chicago 1871 und war schon auf der ursprünglichen Flagge von 1917. Seine sechs Strahlen symbolisieren die Tugenden der Religion, Bildung, Ästhetik, Gerechtigkeit, Wohltätigkeit und bürgerlichen Stolz.

- Der dritte Stern symbolisiert die World’s Columbian Exposition von 1893 und war ebenfalls schon auf der ursprünglichen Flagge von 1917. Seine sechs Strahlen stehen für die politischen Gebilde, zu denen Chicago schon gehört hat und deren Flaggen schon in Chicago geweht haben: Frankreich 1693, Großbritannien 1763, Virginia 1778, die Nordwest-Territorien 1798, Indiana-Territorium 1802 und Illinois 1818.

- Der vierte Stern repräsentiert die Century of Progress Exposition (1933–1934) und wurde 1933 hinzugefügt. Seine Strahlen stehen für Prahlereien: die drittgrößte Stadt in den Vereinigten Staaten, Chicagos lateinisches Motto (Urbs in horto – Stadt in einem Garten), Chicagos „I Will“-Motto, den Great Central Marketplace, Wonder City und Convention City.

Ein möglicher fünfter Stern wurde bereits mehrmals vorgeschlagen.

## Geschichte
1915 ernannte Bürgermeister William Hale Thompson eine Flaggen-Kommission, der unter anderem der impressionistische Maler Lawton S. Parker angehörte. Parker fragte den Dozenten und Dichter Wallace Rice an, Regeln für einen öffentlichen Wettbewerb für das beste Flaggendesign zu entwickeln. Am Ende wählte die Kommission den Entwurf von Wallace Rice selbst. Am 4. April 1917 wurde ihre Empfehlung vom Stadtrat genehmigt. 
1933 unter Bürgermeister Edward Joseph Kelly wurde der Flagge zu Ehren der laufenden Weltausstellung noch ein dritter Stern hinzugefügt. 1939 wurde schließlich noch ein vierter Stern hinzugefügt, um des Fort-Dearborn-Massakers zu gedenken. Im Sommer 2007 kam der Vorschlag auf, einen fünften Stern hinzuzufügen, falls die Stadt die Austragung der Olympischen Sommerspiele 2016 zugesprochen erhalten hätte.